# Биккия
Би́ккия (лат. Bīkkia) — род растений семейства Мареновые.
Ареал — Филиппины, Молуккские и Марианские острова, Новая Гвинея, Меланезия, Микронезия.

## Виды
По информации базы данных The Plant List, род включает 10 видов:
- Bikkia bridgeana F.Muell.
- Bikkia commerconiana K.Schum.
- Bikkia gaudichaudiana Brongn.
- Bikkia guilloviana Brongn.
- Bikkia longicarpa Valeton
- Bikkia moluccana Suess. ex Troll & Dragend.
- Bikkia palauensis Valeton
- Bikkia pancheri (Brongn.) Guillaumin
- Bikkia philippinensis Valeton
- Bikkia tetrandra (L.f.) A.Rich.

В 2011 году из рода Bikkia в отдельный род Thiollierea было выделено семь видов, произрастающих на Новой Каледонии.

## Синонимы
Название роду было дано Каспаром Рейнвардтом в 1825 году. Но единого мнения у ботаников не было, и биккия была также известна под другими названиями.
- Cormigonus Raf., Ann. Gén. Sci. Phys. 6: 83 (1820).
- Bikkiopsis Brongn. & Gris, Bull. Soc. Bot. France 12: 404 (1865).
- Tatea Seem., Fl. Vit.: 125 (1866)